# Кирилова Надія Василівна
Кирилова Надія Василівна (нар. 10 жовтня 1948 року, Іскитим, РРФСР, СРСР) — українська художниця текстилю, графік і монументаліст, член НСХУ (1976). Мати Назара Гулини.

## Біографічні дані
Народилася 10 жовтня 1948 року в Іскитимі.
У 1968 році закінчила Львівське училище прикладного мистецтва (викладачами були Н. Дзюбей, С. Костирко). 
- Певний час працювала на Вологодському лляному комбінаті.
- З 1969 року працювала графіком Тернопільських художніх-виробничих майстерень.
- З 1980 року — монументалістом «Художфонду» (в Ужгороді).

Учасниця республіканських (з 1969 року), всесоюзних (з 1970 року), міжнародних (з 1978 року) мистецьких виставок. Персональні відбувалися — у Москві (1976), Львові (1978), Варшаві (1981), Ужгороді (1993, 1998).

## Творчість
Для творчості художниці властиві лаконізм, стриманість кольорів, використання традиційних для китайської та японської живописних шкіл силуетних композицій. Співавторка ілюстрацій до словацьких і чеських народних казок. Основні галузі — монументальне мистецтво, гобелен, розпис на склі, станкова і книжкова графіка.

### Основні твори
За ЕСУ:
- серії — «Казки народів світу» (1990-ті), «Пурпурова» (1993);
- «Пейзаж із соколом», «Червоні пташки», «Осінні роси» (усі — 1997), «Ужоцька Мадонна», «Син» (обидва — 2000), «Ранок» (2001).[1]

## Нагороди
- Лауреат обласної премії у галузі образотворчого мистецтва ім. Й. Бокшая та А. Ерделі (2009)[1]